# Steven Levitsky
Steven Levitsky (Brookline, 17 de gener de 1968) és un politòleg estatunidenc i professor de la Universitat Harvard. Expert en política comparada, els seus interessos de recerca se centren en Amèrica Llatina i inclouen partits polítics i sistemes de partits, autoritarisme i democratització i institucions toves i informals. Destaca pel seu treball sobre règims autoritaris competitius i institucions polítiques informals.

## Trajectòria
Levitsky va obtenir una llicenciatura en Ciències Polítiques per la Universitat Stanford el 1990 i un doctorat, també en Ciències Polítiques, per la Universitat de Califòrnia a Berkeley el 1999. Després d'obtenir el seu doctorat, Levitsky fou membre visitant del Kellogg Institute for International Studies de la Universitat de Notre Dame.
Levitsky és conegut pel seu treball amb Lucan Way sobre règims polítics «autoritaris competitius», és a dir, tipus de governs híbrids en què, d'una banda, les institucions democràtiques són generalment acceptades com a mitjans per obtenir i exercir el poder polític, però, de l'altra, en canvi, els titulars del poder polític violen les normes d'aquestes institucions de manera tan sistemàtica i fins a tal punt que el règim no compleix els estàndards bàsics de democràcia. En aquests sistemes, els titulars gairebé sempre conserven el poder, ja que controlen i tendeixen a utilitzar l'Estat per aixafar l'oposició, detenir o intimidar les persones opositores, controlar la cobertura mediàtica o manipular els resultats electorals. Escrivint sobre el fenomen el 2002, Levitsky i Way van assenyalar la Sèrbia de Slobodan Milošević i la Rússia de Vladímir Putin com a exemples d'aquests règims.
El 2018, Levitsky va publicar How Democracies Die amb el seu company de Harvard, Daniel Ziblatt. El llibre examina les condicions que poden portar les democràcies a trencar-se des de dins, més que no pas a causa d'esdeveniments externs com cops d'estat militars o invasions estrangeres. How Democracies Die va rebre un elogi generalitzat de la crítica i el públic. Va romandre diverses setmanes a la llista de més venuts del New York Times i sis setmanes a la llista de best-sellers de no ficció del setmanari alemany Der Spiegel. El llibre va ser reconegut com un dels millors llibres de no ficció del 2018 pel Washington Post, Time i Foreign Affairs. Levitsky i Ziblatt també han estat coautors de nombrosos articles d'opinió sobre la política dels Estats Units a The New York Times.
Levitsky també és expert en la Revolució Sandinista. Està casat amb Liz Mineo, periodista peruana graduada a la Universitat Nacional Major de San Marcos i a la Universitat de Colúmbia, i que actualment treballa a The Harvard Gazette. Levitsky viu amb la seva esposa i la seva filla a Brookline, Massachusetts, i és jueu.

## Obra publicada
- 2018: How Democracies Die. (amb Daniel Ziblatt). New York: Crown. ISBN 978-1-5247-6293-3; NDR Kultur Sachbuchpreis 2018; Goldsmith Book Prize 2019[14]
- 2010: Competitive Authoritarianism: Hybrid Regimes after the Cold War. (with Lucan A. Way). New York: Cambridge University Press. ISBN 978-0-521-88252-1
- 2006: Informal Institutions and Democracy: Lessons from Latin America. (amb Gretchen Helmke). Baltimore: Johns Hopkins University Press. ISBN 978-0-8018-8351-4
- 2005. Argentine Democracy: The Politics of Institutional Weakness. (amb Maria Victoria Murillo). University Park: Penn State University Press. ISBN 978-0-271-02715-9
- 2003. Transforming Labor-Based Parties in Latin America: Argentine Peronism in Comparative Perspective. Nova York: Cambridge University Press. ISBN 978-0-521-81677-9. [Traducció al castellà: Transformación del Justicialismo: Del Partido Sindical al Partido Clientelista. Buenos Aires: Siglo XXI, 2005]